# Pseudotropheus
Pseudotropheus – rodzaj słodkowodnych ryb okoniokształtnych z rodziny pielęgnicowatych (Cichlidae), zaliczany do grupy mbuna.

## Występowanie
Gatunki endemiczne jeziora Malawi (Niasa) w Afryce Wschodniej.

## Klasyfikacja
Gatunki zaliczane do tego rodzaju:

- Pseudotropheus benetos (Bowers & Stauffer 1997)
- Pseudotropheus brevis (Trewavas 1935) – pyszczak brązowy[3]
- Pseudotropheus crabro (Ribbink & Lewis 1982) – pyszczak szerszeń
- Pseudotropheus cyaneorhabdos (Bowers & Stauffer 1997)
- Pseudotropheus elegans Trewavas 1935
- Pseudotropheus fuscus Trewavas 1935
- Pseudotropheus galanos Stauffer & Kellogg 2002
- Pseudotropheus interruptus (Johnson 1975)
- Pseudotropheus johannii Eccles 1973 – pyszczak Johanna[potrzebny przypis]
- Pseudotropheus livingstonii (Boulenger 1899)
- Pseudotropheus lucerna Trewavas 1935
- Pseudotropheus perileucos (Bowers & Stauffer 1997)
- Pseudotropheus perspicax (Trewavas 1935)
- Pseudotropheus purpuratus Johnson 1976
- Pseudotropheus tursiops Burgess & Axelrod 1975
- Pseudotropheus williamsi (Günther 1894)